# NGC 4084
NGC 4084 est une galaxie elliptique compacte située dans la constellation de la Chevelure de Bérénice. NGC 4084 a été découverte par l'astronome prussien Heinrich d'Arrest en 1865.

## Caractéristiques
Selon la base de données Simbad, NGC 4084 est une galaxie LINER, c'est-à-dire une galaxie dont le noyau présente un spectre d'émission caractérisé par de larges raies d'atomes faiblement ionisés.

### Distance
Sa vitesse par rapport au fond diffus cosmologique est de 7 082 ± 22 km/s, ce qui correspond à une distance de Hubble de 104,5 ± 7,3 Mpc (∼341 millions d'al).
À ce jour, une mesure non basée sur le décalage vers le rouge (redshift) donne une distance d'environ 111,000 Mpc (∼362 millions d'al). Cette valeur est à l'intérieur des valeurs de la distance de Hubble. 

### Classification
Les avis diffèrent sur la classification de NGC 4084, spirale ou lenticulaire (S ?) selon base de données NASA/IPAC, compacte (C) sans plus de précision selon le professeur Seligman et Wolfgang Steinicke et elliptique selon la base de données HyperLeda.  L'image obtenue des données de l'étude SDSS montre une galaxie qui n'est certes pas spirale, elle est soit lenticulaire ou elliptique. L'absence de régions sombres de poussière est cependant plus une caractéristique des galaxies elliptiques.